# Tankstelle im Kobel

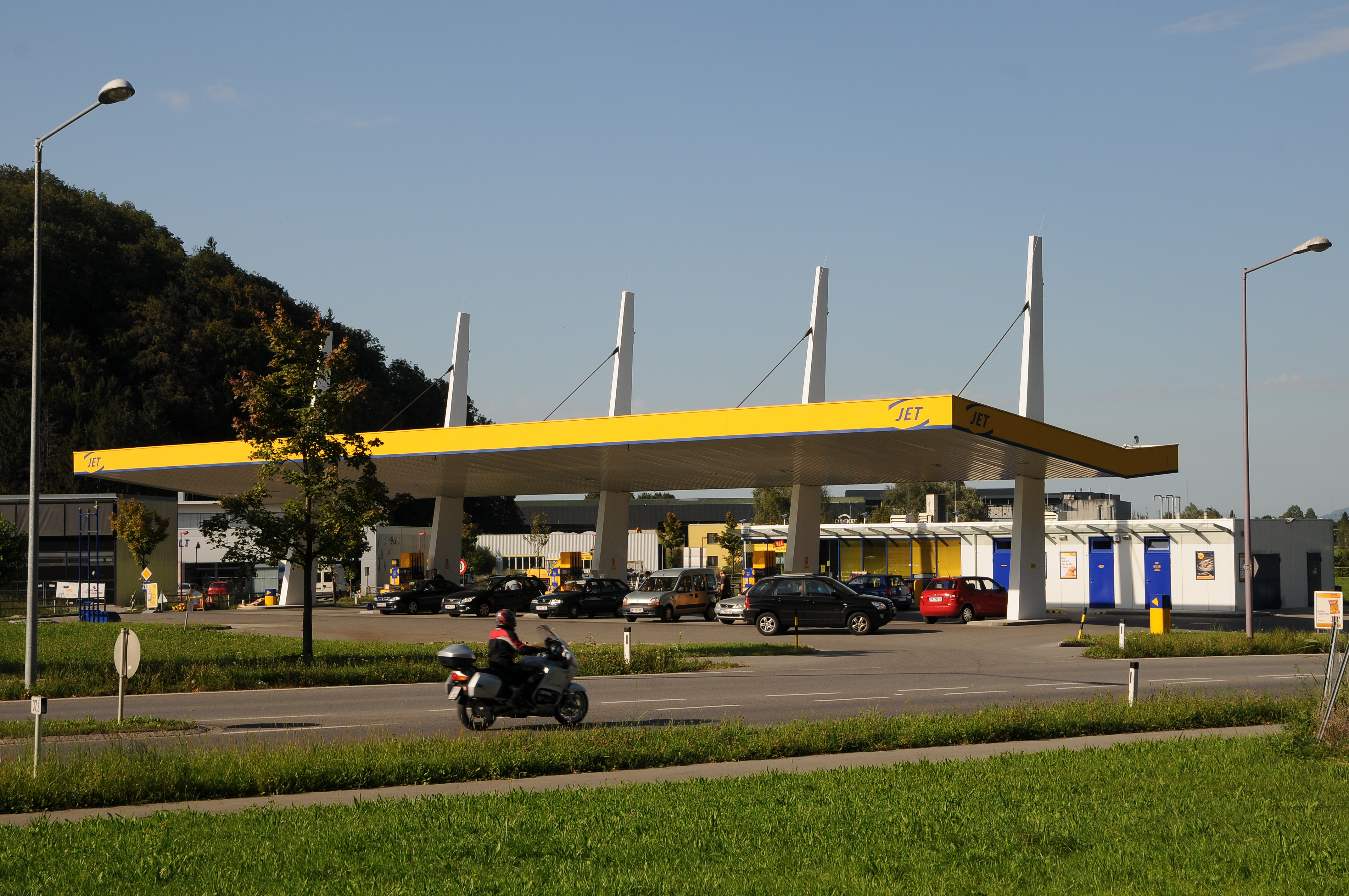
Ehemalige Shell-Tankstelle im Kobel (nunmehr JET, 2011)

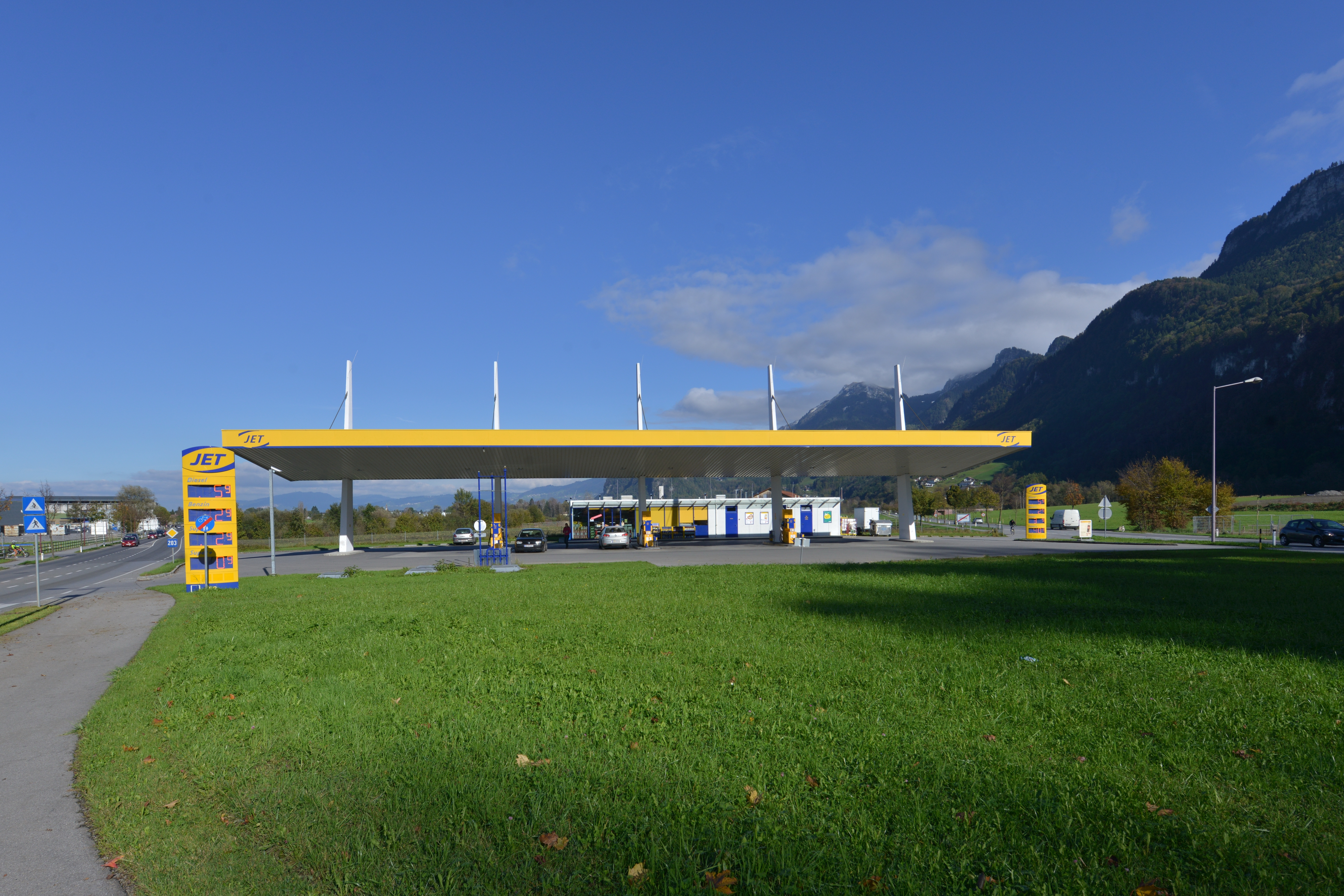

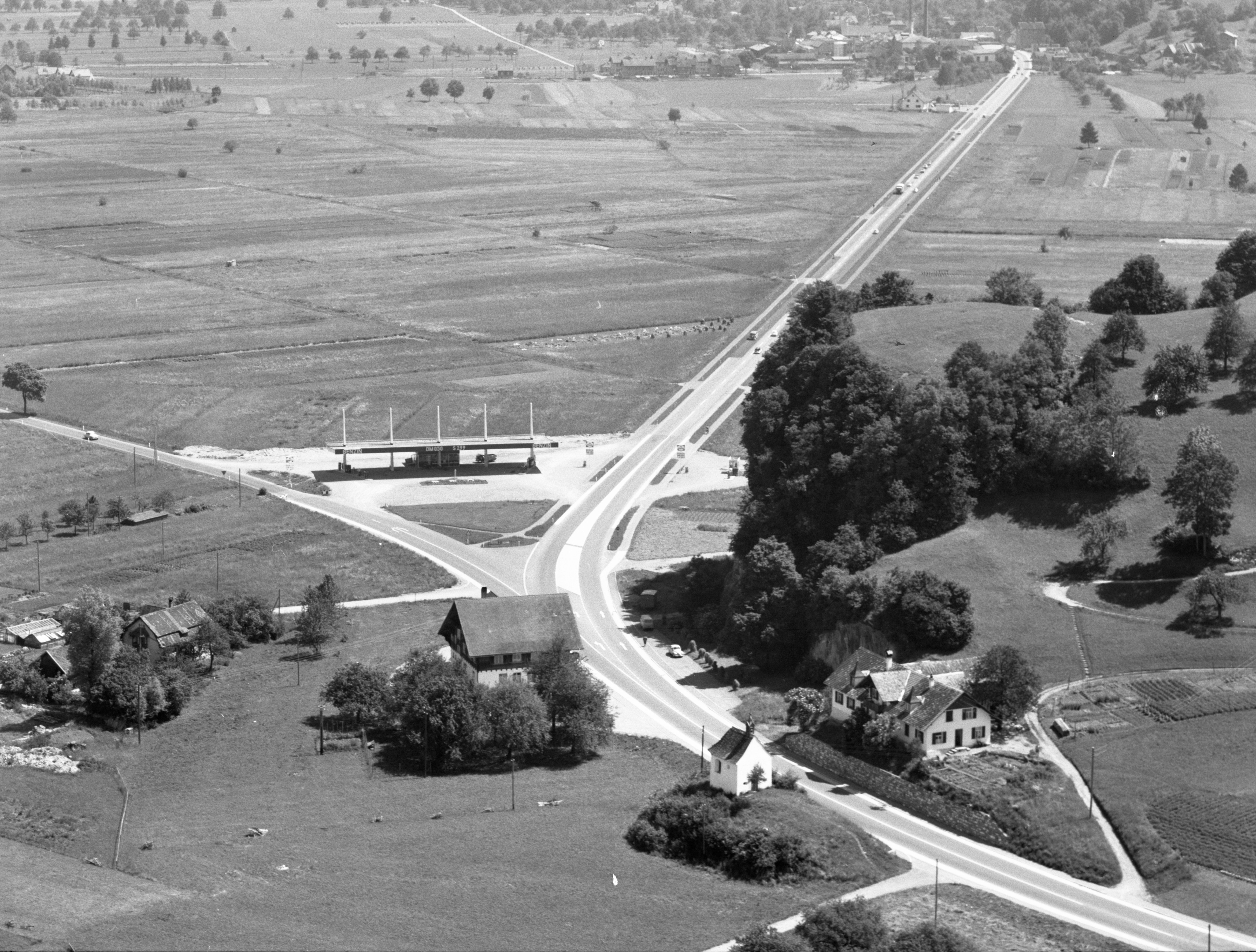
Luftbildaufnahme der Tankstelle im Kobel und der Kapelle am Kobel aus dem Jahr 1959

Die Tankstelle im Kobel steht in der Marktgemeinde Götzis im Bezirk Feldkirch in Vorarlberg. Die 1958 errichtete Tankstelle hat ein dominierendes Flugdach auf fünf schräg gestellten elf Meter hohen Pfeilern und steht einmalig in Österreich unter Denkmalschutz (Listeneintrag).

## Lage
Die Tankstelle steht am Kreuzungspunkt zwischen der L 190 (Götzis – Hohenems) und der L 203 (Götzis – Altach) am nordöstlichen Ortsende von Götzis, etwa auf 415 m ü. A. Der heute der Tankstelle vorgelagerte Kreisverkehr (Im Buch) wurde erst Jahrzehnte später errichtet.
Die Tankstelle ist vom Zentrum von Götzis etwa 1,6 km Luftlinie entfernt, vom Zentrum von Hohenems etwa 3 km und vom Zentrum von Altach etwa 1,1 km. Die Tankstelle stand zur Zeit der Errichtung weitgehend alleine, später schob sich die Bebauung immer mehr an sie heran. Etwa 250 Meter südwestlich steht die 1797 errichtete Kapelle am Kobel. Der 2012 errichtete islamische Friedhof ist nordöstlich etwa 500 Meter Luftlinie entfernt.

## Architektur
Die Tankstelle wurde von den Architekten German Meusburger und Willi Ramersdorfer 1958 im Auftrag der Fa. Bertsch-ÖHAG geplant. Die Anlage wurde ursprünglich von der Firma Shell betrieben und bestand vor allem aus einem kubischen Betriebsgebäude in der Mitte unter dem Flugdaches und dem markanten Flugdach.
Im ursprünglichen Konzept war ein Motel nach amerikanischem Vorbild vorgesehen, mit Parkplätzen und Empfang im Erdgeschoß sowie Zimmer darüber. Diese Planung wurde jedoch nicht umgesetzt.
Die technische Konstruktion und Ausführung des Flugdaches ist nach außen mit relativ bescheidenen Mitteln ausgeführt und soll den Eindruck von Schwerelosigkeit erzeugen. Dies entspricht dem Formempfinden der Entstehungszeit, in welcher solche architektonische Ausführungen auch bei Bahnhöfen, Flughäfen und ähnlichen Objekten eingesetzt wurden.
Das dominante Flugdach wird von fünf sich verjüngenden Stahlbetonpfeilern von je 11 Meter Höhe getragen. An diesen Säulen ist eine verschalte Holzkonstruktion aus Leimbindern und sogenannten DSB-Trägern in etwa halber Höhe angebracht. Das Flugdach wurde im vorderen Bereich nach oben geknickt, so dass die Konstruktion einladend und leicht erscheint. Der Rand des Daches wurde zusätzlich durch Neon-Beleuchtung und vorgeblendete Platten betont. Die Unterseite bestand aus Trapezblech.
Die für die Statik notwendige aufwändige Fundamentierung des Flugdaches wurde zur Gänze unter dem Bodenniveau verborgen. Dadurch wurde die Leichtigkeit und Transparenz der Anlage verstärkt.

## Betrieb
Ursprünglich bestanden hier nur zwei Zapfsäulenreihen, jeweils an den äußersten Pfeilern. Die Zapfsäulen wurden im Laufe der Jahre immer wieder erneuert.
Nachdem die Firma Shell die Tankstelle geschlossen hatte, stand sie viele Jahre leer und verfiel. Sie wurde ab 2003 von der Firma JET revitalisiert und 2004 wieder in Betrieb genommen. Die Rekonstruktion erfolgte weitgehend nach den Originalbauplänen und dem ursprünglichen Betreiberkonzept. Heute kann nach dem Umbau bei den mittleren drei der fünf Säulen an einer Zapfsäulenreihe Treibstoff getankt werden und der mittlere Verkaufsshop wurde entfernt.